# Валентово (Ліпновський повіт)
Валентово (пол. Walentowo) — село в Польщі, у гміні Кікул Ліпновського повіту Куявсько-Поморського воєводства.
Населення — 309 осіб (2011).
У 1975-1998 роках село належало до Влоцлавського воєводства.

## Демографія
Демографічна структура станом на 31 березня 2011 року:
|          | Загалом | Допрацездатний вік | Працездатний вік | Постпрацездатний вік |
| -------- | ------- | ------------------ | ---------------- | -------------------- |
| Чоловіки | 157     | 40                 | 107              | 10                   |
| Жінки    | 152     | 34                 | 85               | 33                   |
| Разом    | 309     | 74                 | 192              | 43                   |